# Pli (géologie)
 (janvier 2013).
Si vous disposez d'ouvrages ou d'articles de référence ou si vous connaissez des sites web de qualité traitant du thème abordé ici, merci de compléter l'article en donnant les références utiles à sa vérifiabilité et en les liant à la section « Notes et références ».
Pour les articles homonymes, voir Pli.

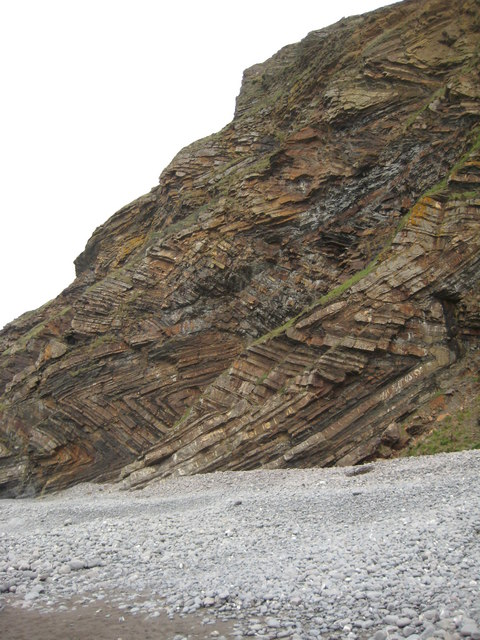
Plissage en chevron sur la plage de Millook Haven (Cornouaille)

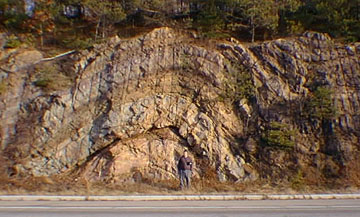
Anticlinal dans une série précambrienne, New Jersey, É.-U..

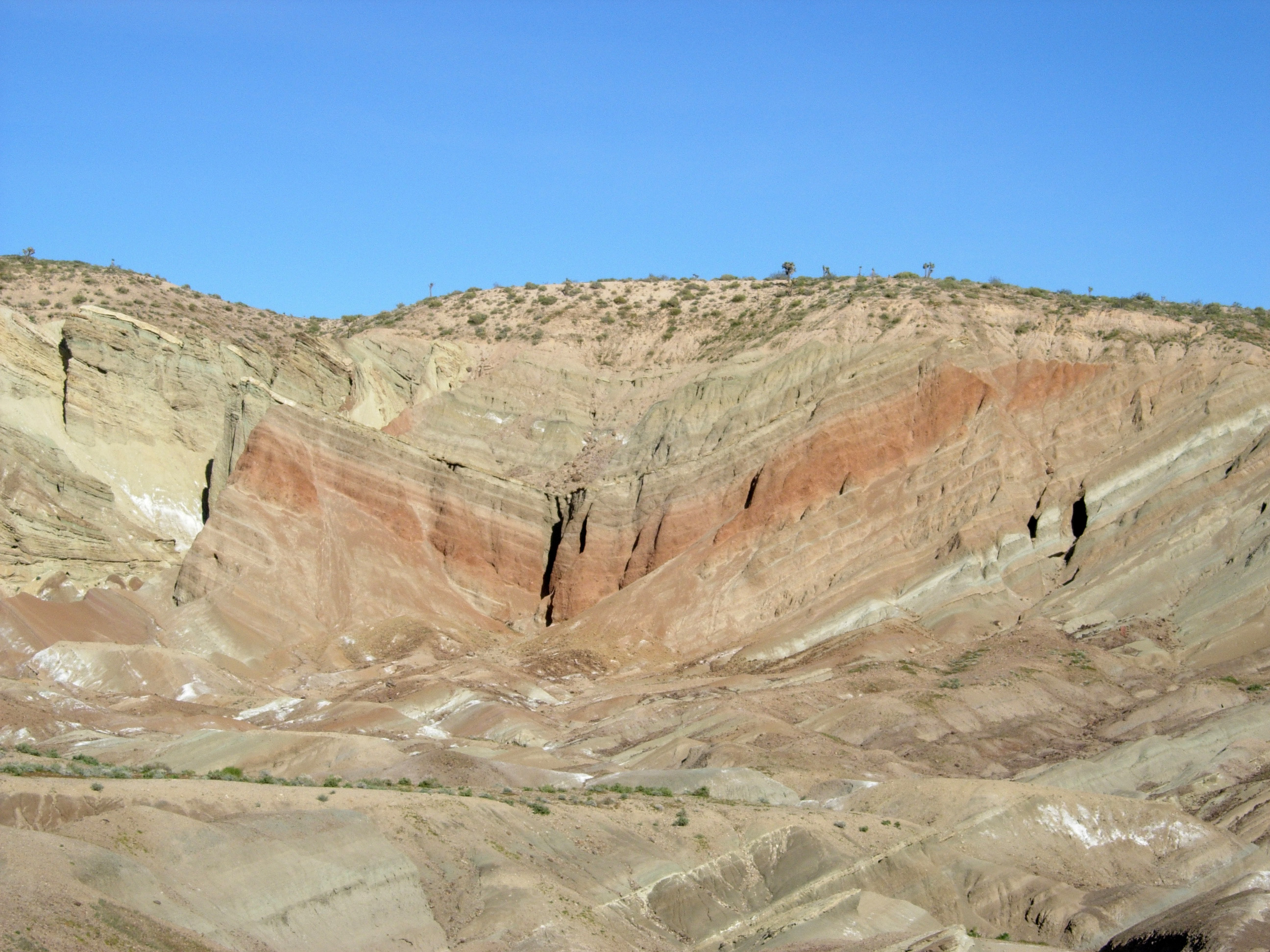
Synclinal, Californie, É.-U..

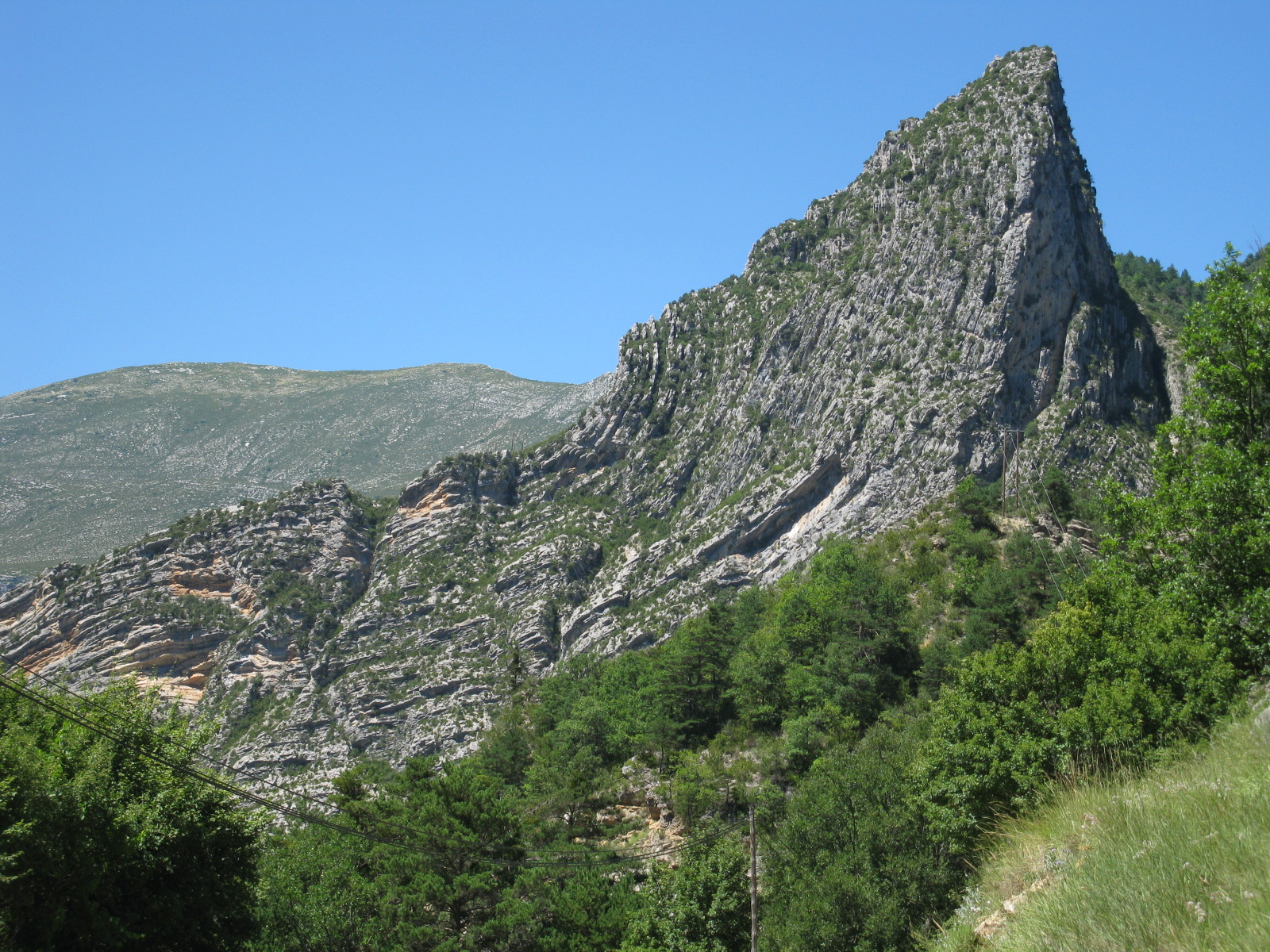
L'anticlinal et le synclinal du Mont Réglès (Alpes-de-Haute-Provence, France, calcaire Crétacé).

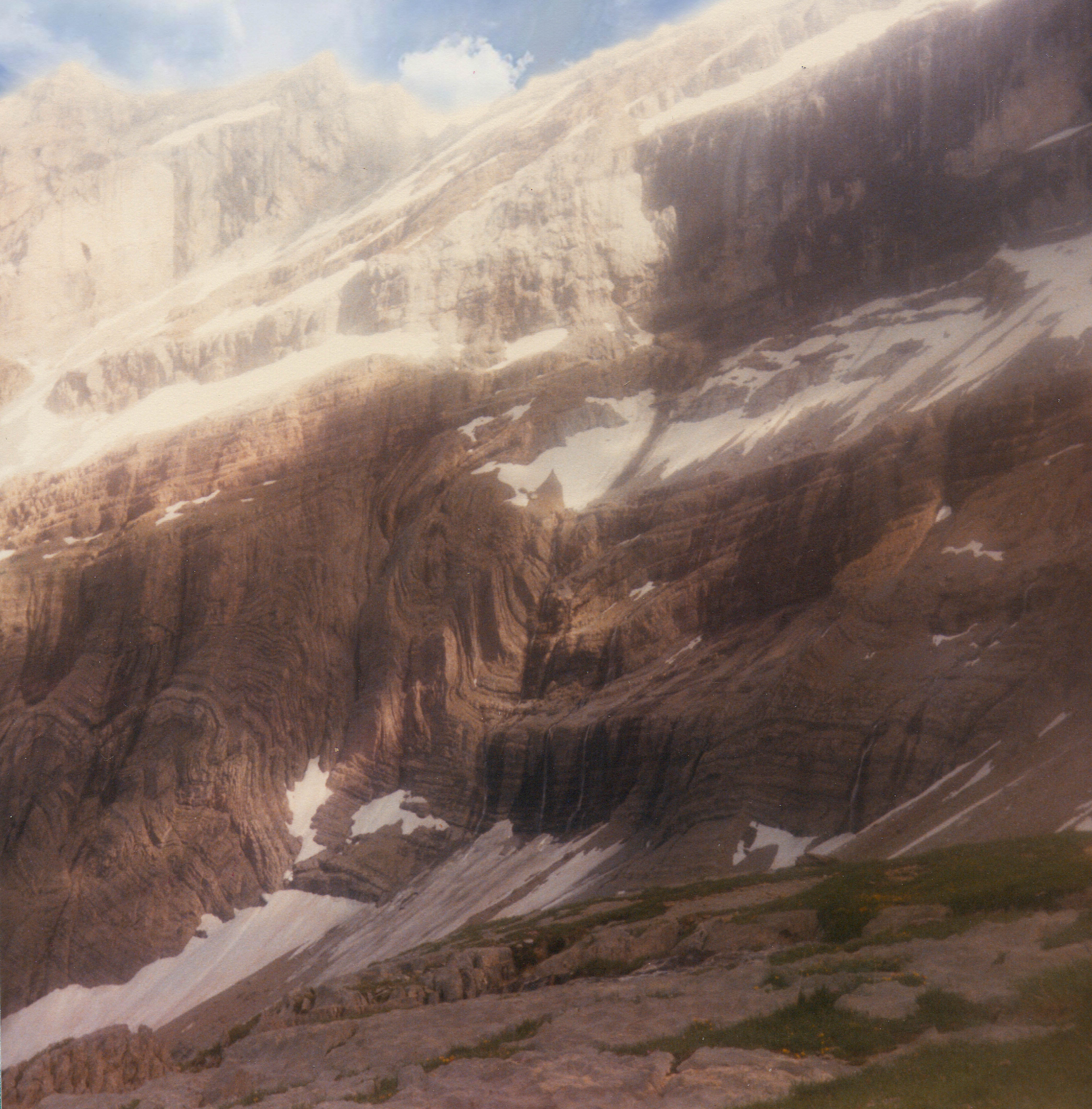
Plis calcaires à la brèche de Roland, Pyrénées, France.

En géologie un pli est une structure courbe due à une déformation ductile des roches. Le cas le plus simple est le pli de roches sédimentaires, dont les lits sont planaires et horizontaux avant le plissement.

## Éléments d'un pli

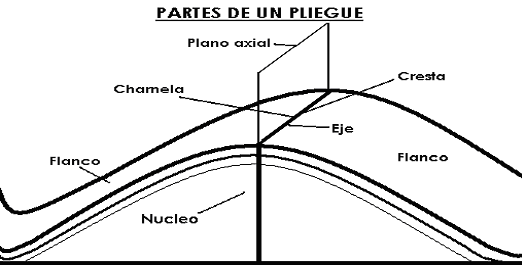
Parties d'un pli : charnière (chamela), flanc (flanco), crête (cresta).

Une surface plane courbée admet localement un arc de cercle pour description. L'inverse de ce rayon est nommé ici courbure de la surface. Plus cette surface est proche d'un plan, plus sa courbure est faible et plus le rayon du cercle associé est grand. Cette définition correspond à la notion de courbure.
Ainsi la courbure de la terre est plus faible que la courbure de n'importe quel pli observable.
La région du pli où la courbure est maximale est la charnière du pli. La crête du pli désigne le point topographique le plus élevé du pli.
Les régions de courbure minimale, situées de part et d'autre de la charnière sont les flancs du pli. Dans le cas d'un pli dans une roche sédimentaire, les charnières de chaque couche définissent un axe du pli sur une coupe. En volume, ces axes définissent un plan axial du pli.
Dans un pli, le sens de la courbure est donné par la direction de sa convexité. Ainsi, une antiforme a sa convexité vers le haut et une synforme a sa convexité vers le bas. Les expressions anticlinal et synclinal désignent des antiformes et des synformes dans des roches dont on connait l'âge relatif des couches. 
La terminaison d'un pli de type antiforme ou anticlinal se nomme terminaison périclinale. La terminaison d'un pli synforme ou synclinal se nomme terminaison périsynclinale. 
Un pli anticlinal présente les couches les plus anciennes au cœur du pli, tandis qu'un pli synclinal présente les couches les plus récentes en son centre. Ainsi des plis dans des roches sédimentaires présentant des critères de polarités dans les strates peuvent souvent être interprétées en termes d'anticlinaux et de synclinaux.
Cependant lorsque des plis affectent une série renversée, les plis en voûtes ont leur cœur formé de couches plus récentes et ceux en gouttière ont leur cœur formé de couches plus anciennes : ce seront respectivement des « antiformes synclinaux » et des « synformes anticlinaux ».
Dans ces dernières, il est possible de distinguer les variations d'épaisseur des plis dues à la déformation ou encore de distinguer les longueurs relatives des flancs de pli. Il est aussi possible d'avoir deux plans axiaux. Il est également possible de hiérarchiser les plis en échelle et dans le temps.

### Déformation dans un pli
Le tenseur de déformation peut être orienté selon une coupe de pli. Dans la direction de l'axe du pli, la plus grande déformation extensive est donnée. Dans la direction perpendiculaire, c'est la plus grande compression qui prend place.
Dans cette même direction, une schistosité apparaît. Elle consiste en une succession de concentrations de la déformation.
Dans une alternance roche rigide et roche souple, les roches souples peuvent être le lieu de cisaillement locaux accommodant les couches sédimentaires les unes avec les autres.

## Types de plis

### Antiforme
Une antiforme est un pli dont la convexité (i.e. la courbure) est orientée vers le haut (en forme de n). Si la série est normale (couches plus jeunes au-dessus des couches plus anciennes), l'antiforme est un anticlinal. Si la série est inverse (couches plus jeunes en dessous des couches plus anciennes), on parlera d'une antiforme synclinale ou d'un synclinal retourné.

### Synforme
Une synforme est un pli dont la convexité est orientée vers le bas (pli en forme de U). Si la série est normale (couches plus jeunes au-dessus des couches plus âgées), la synforme est un synclinal. Par contre, si la série est inverse (couches plus récentes sous les couches plus anciennes), on parlera d'une synforme anticlinale ou d'un anticlinal retourné.

## Classification descriptive des plis

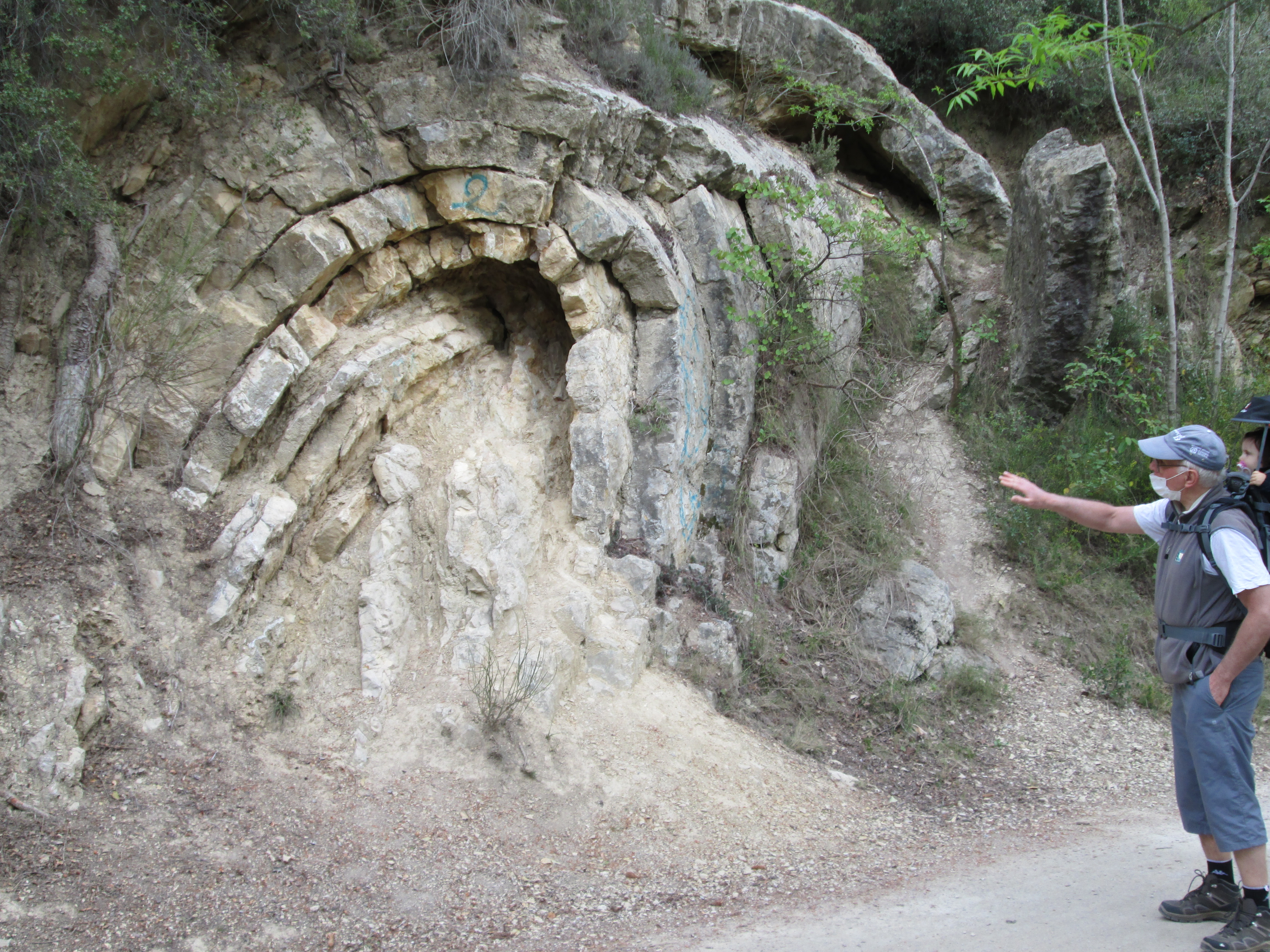
Un tronçon légèrement déjeté du « pli de Montpellier », visible en rive gauche de la Mosson, près du quartier de la Paillade.

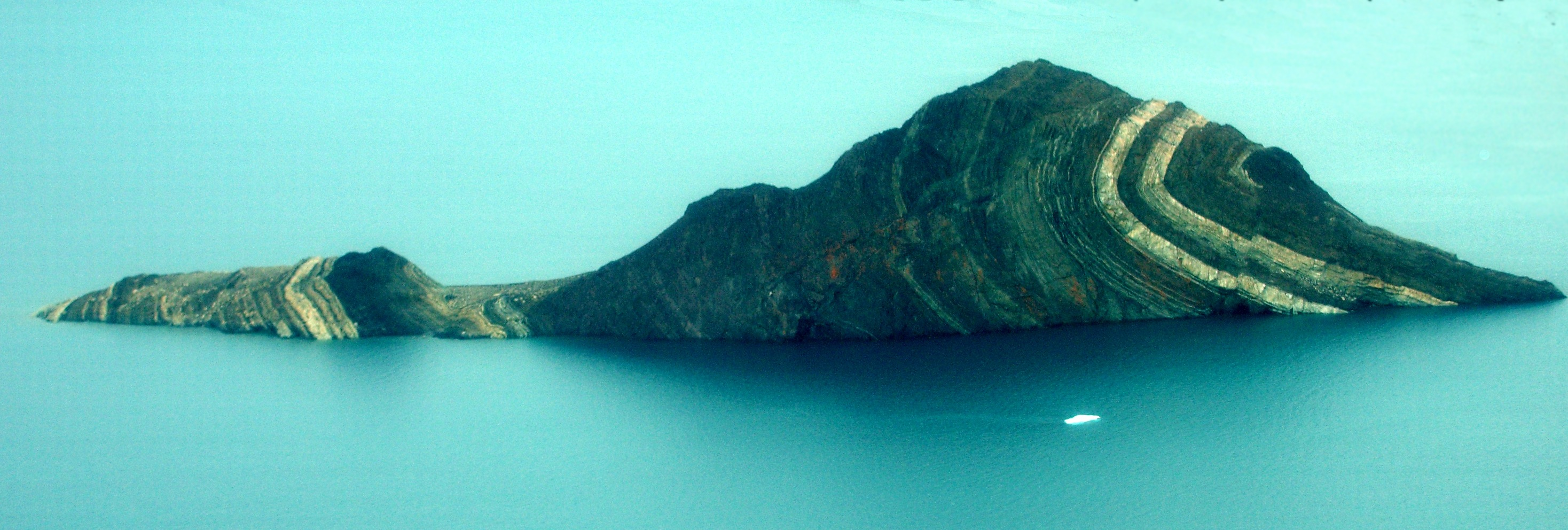
King Oscar Fjord à l'est du Groenland. Un pli couché témoin de l'orogenèse calédonienne.

La complexité des formes plissées est à l'origine d'une lourde classification descriptive renvoyant à l'un ou l'autre caractère du pli observé. L'ensemble de ces caractères définit le style du plissement. 
Parmi les qualificatifs les plus fréquents on peut citer :
- cylindrique opposé à non-cylindrique :

Un pli est cylindrique si la forme de toute coupe se retrouve dans toute autre section éloignée. Il est possible de prévoir la forme du pli dans ses parties invisibles.
Un pli est non cylindrique s'il est impossible de prévoir sa forme.
- concentrique opposé à non-concentrique

Un groupe d'arcs de cercle sont dits concentriques s'ils se rapportent tous au même centre. Un pli est concentrique, dans une roche sédimentaire, si les couches sont toutes plissées autour du même centre. Un pli est donc non concentrique si cette condition n'est pas vérifiée.
- semblable opposé à parallèle

Un pli est semblable si les épaisseurs des couches sédimentaires définies par le plan axial sont constantes pour chaque couche. Un pli est parallèle si les épaisseurs des couches sédimentaires sont constantes quelle que soit l'orientation locale de la couche.
- harmonique opposé à dysharmonique

Dans le cas de plis dans des roches sédimentaires, un pli est harmonique si toutes les couches observées sont plissées selon le même style. Si un changement d'amplitude ou de fréquence dans les plissements est observé à l'intérieur d'un plus grand pli, ce dernier est dit dysharmonique.
- isopaque, anisopaque

Un pli est isopaque si l'épaisseur des couches est constante, anisopaque dans le cas contraire.
- droit, déjeté ou couché

Un pli est « droit » si son plan axial est vertical ; il est « déjeté », voire « déversé », si son plan axial est oblique (« déjettement » lorsque l'inclinaison est inférieure ou voisine de 45°, « déversement » lorsqu'elle est supérieure à 45°) ; il est « couché » si son plan axial est presque horizontal.
- ouvert, serré ou isoclinal

Un pli est ouvert si l'angle entre ses flancs est très important, serré si l'angle est faible et isoclinal si ses flancs sont parallèles.
- principal ou parasitaire

Un pli est dit parasitaire s'il déforme le flanc d'un autre pli, qui sera dit principal. C'est ainsi qu'une flexure locale d'un marqueur peut former un kink band. Ces derniers sont souvent par paires conjuguées.
Tous les plis précédents ont des flancs de même longueur relative et un seul plan axial. Une forme plissée avec un flanc nettement plus grand est dit monoclinal.
- coffré

Un pli coffré est un pli à deux plans axiaux formé par l'association de deux plis monoclinaux, deux plis en genoux ou deux plans de cisaillement à sens de rejet opposé (ou deux kink bands conjugués).

## Classification génétique
- slump

Ce terme désigne des plis formés uniquement au sein de roches non encore lithifiées ou en cours de lithification (sédiments récents meubles, roches magmatiques incomplètement cristallisées). Ils sont attribués notamment au glissement gravitaire de sédiments gorgés d'eau sur une pente continentale, ou en bordure de lacs, ou encore dans des systèmes fluviaux ; ils se forment aussi dans les zones de courants magmatiques pendant la mise en place des corps et coulées où on les trouve.
- pli parasite

Ce terme désigne les plis, de petite taille, attribués à la même déformation qu'un grand pli mais dont les pendages et le style tranchent complètement avec le grand pli.
- pli en fourreau

Un pli en fourreau est un pli dont le plan axial est devenu courbe sous l'effet d'un cisaillement important. Le pli a alors la forme d'un doigt de gant.
- pli sur diapir

Ce genre de pli est associé aux mouvements internes d'un diapir.
- pli d'entraînement, pli en fourreau

Ce genre de pli est provoqué par un cisaillement simple.
- pli de décollement

Pli associé à une zone de chevauchement.
- flexure

Pli de très faible courbure dû à une pression perpendiculaire au marqueur de la déformation.
- pli forcé

Ce type de pli est dû à un processus distinct de celui d'une déformation continue seule.
- plis superposés

Des phases de déformation peuvent se succéder dans le temps et former des plis « superposés ».

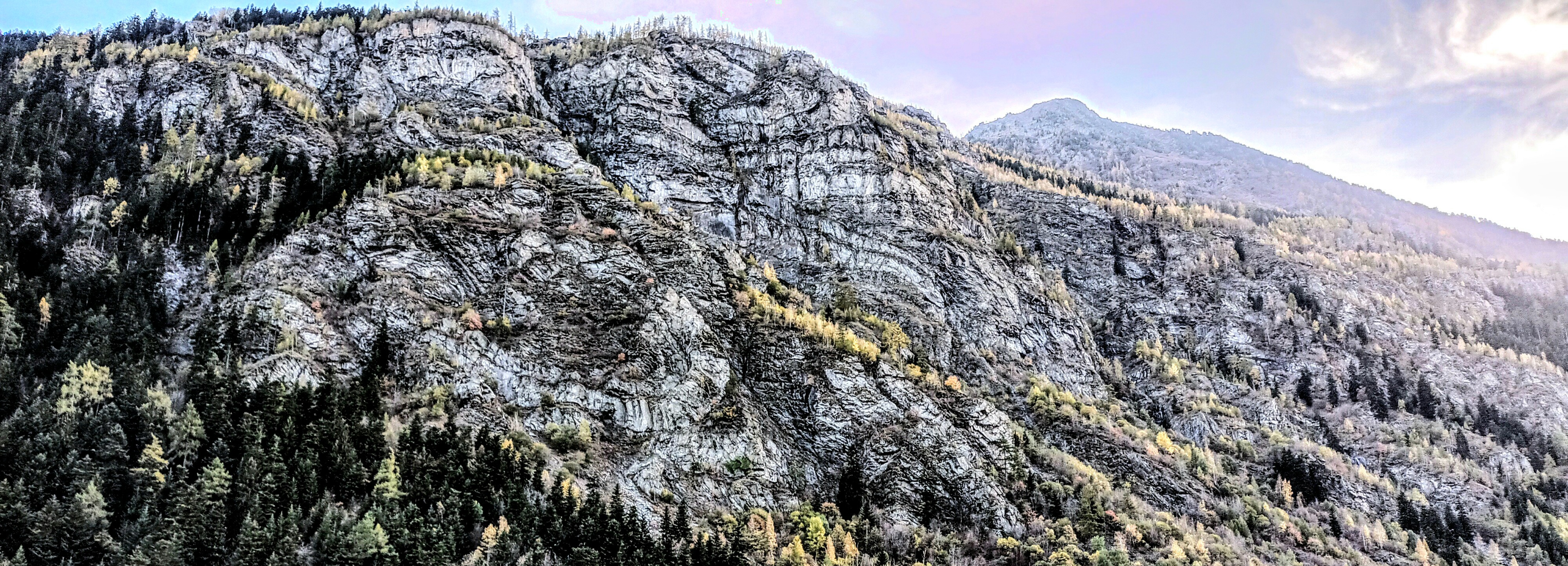
Plis géologiques sur une falaise à Orelle.

## Style de plissement
- Jura ou coffré

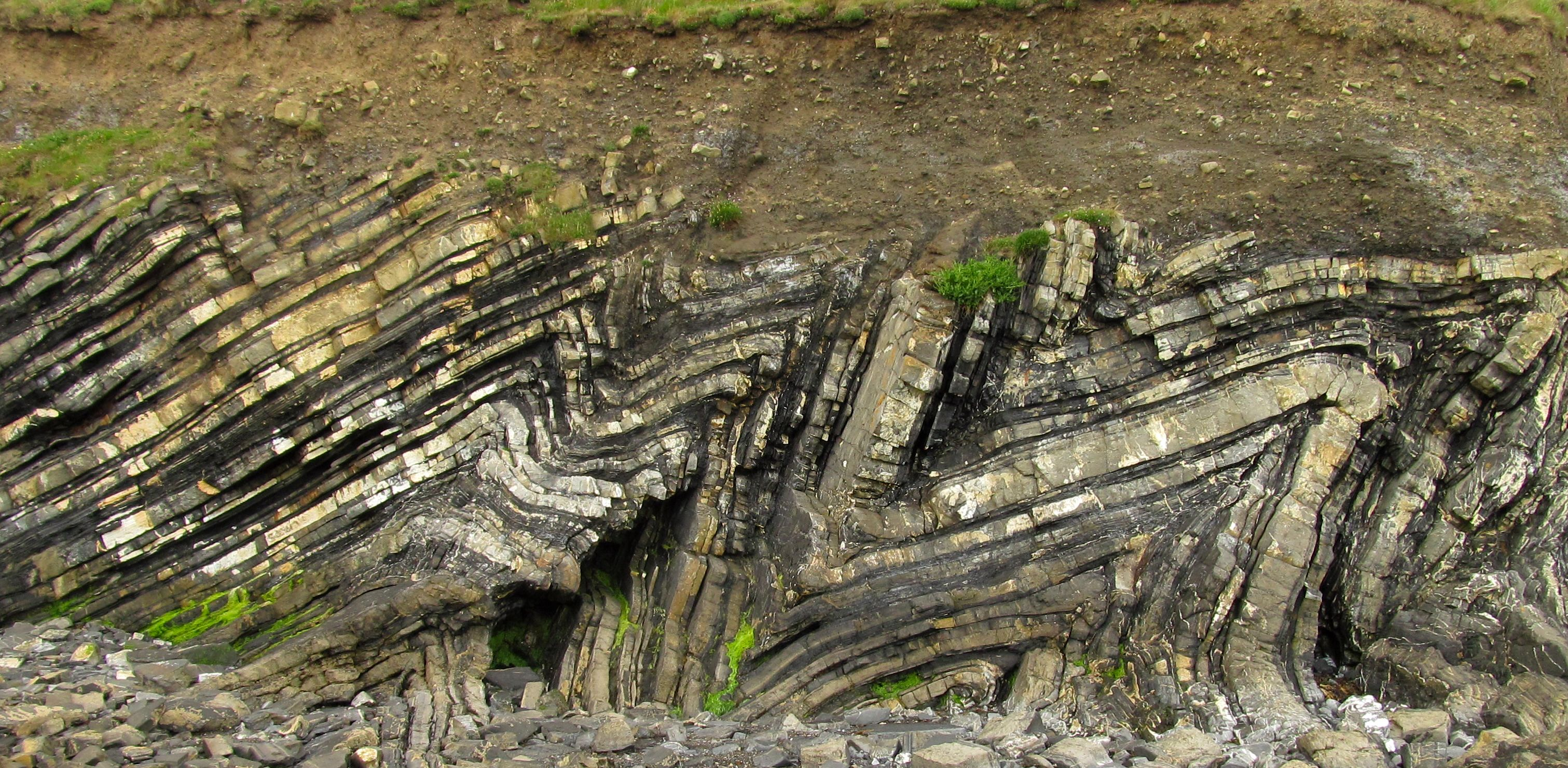
Orogenèse varisque responsable de la formation de plis en chevron déjetés (en Irlande).

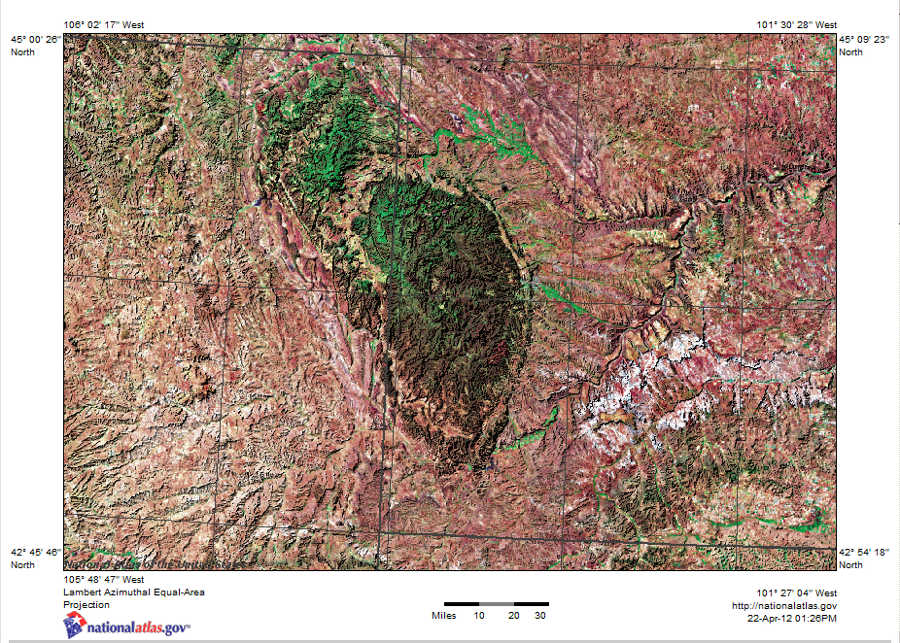
Dôme anticlinal des Black Hills.

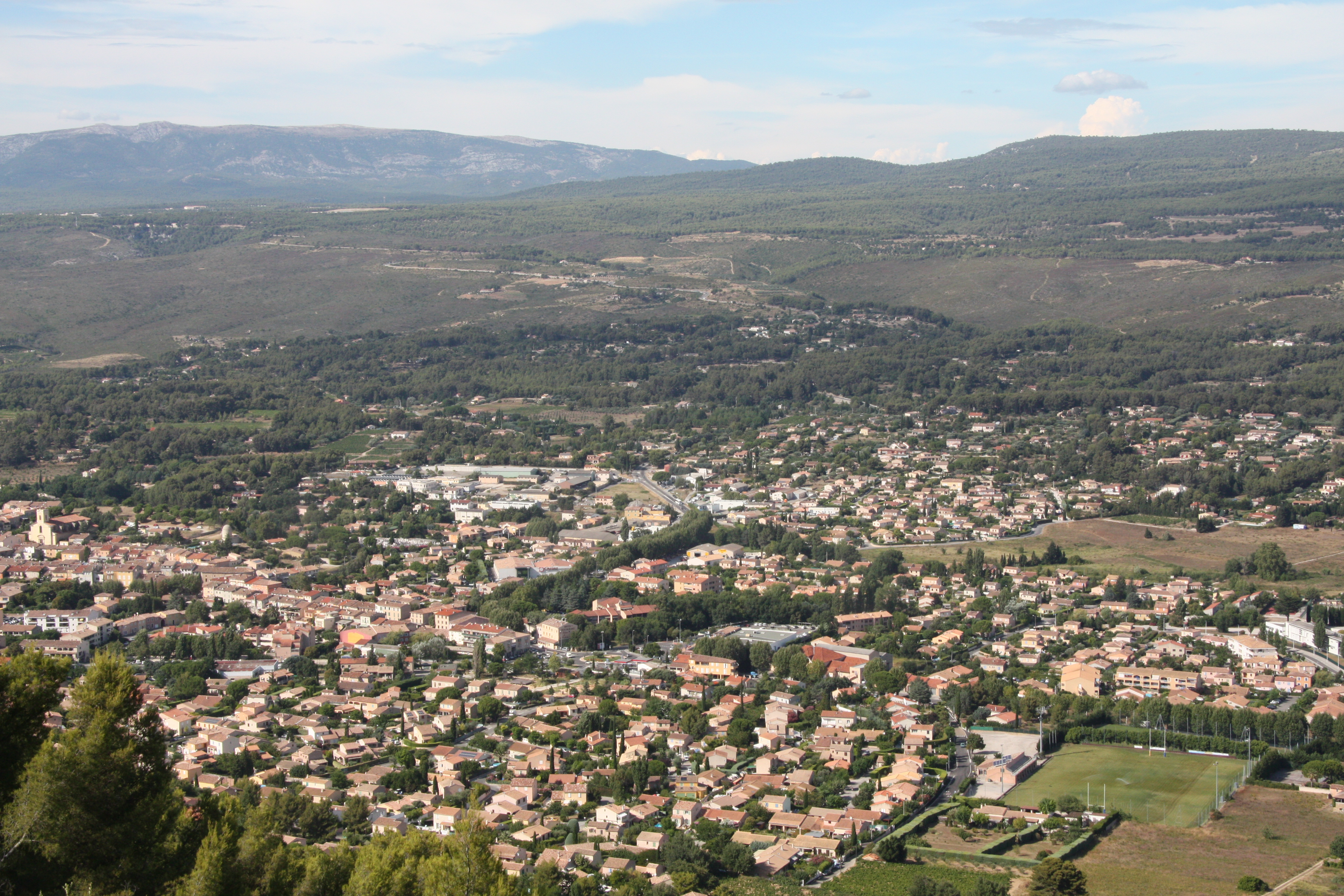
Bassin synclinal du Beausset.

C'est une zone contenant de très nombreux plis dont la courbure est concentrée sur une petite région du pli, dont les flancs verticaux sont parallèles et le sommet plat
- plis en échelon

C'est une suite de plis de même allure dus à un décrochement latéral sous - jacent.
- plis en chevrons

C'est une suite de plis à charnière anguleuse et à flancs plats.
- plis sur disharmonie

Ce style de plissement est observé lorsque les plis changent de style d'une couche lithologique à l'autre, créant ainsi des disharmonies.
- bassin

Synclinal de très grande taille et de très faible courbure.
- dôme

Anticlinal de très grande taille et de faible courbure concernant le socle cristallin.